# 切列姆沙内
切列姆沙内（俄语：Черемшаны，拉丁轉寫： 發音ⓘ）是俄罗斯滨海边疆区的一个村庄。原名西南岔（Синанча），名字来源于满语。
1972年12月26日，俄罗斯联邦最高苏维埃主席团颁布法令，以俄语名称更改了7个残存的以满语、汉语命名的城镇和河名，西南岔为这7个地名中的一个。